# Leonardo Santiago
Leonardo Vitor Santiago (Río de Janeiro, 9 de marzo de 1983), conocido como Leo. Actualmente pertenece a la plantilla del FC Eindhoven.

## Trayectoria
Debuta en el año 2000, con el Feyenoord de Róterdam. En este club permanece cinco temporadas en las que ganó una Copa de la UEFA. Después fichó por el NAC Breda, club donde destacó jugando por banda izquierda.
En el mercado invernal de la temporada 2006-07, es traspasado al Ajax Ámsterdam, en €750.000.
En 2009 regresa al NAC tras acabar contrato con el Ajax.
En marzo de 2017, el volante ofensivo brasileño, quien militó en el pasado en Feyenoord o Ajax, se convierte en refuerzo del FC Eindhoven. En la temporada anterior formó parte del Newcastle Jets australiano.

## Selección nacional
Ha sido internacional con Selección de fútbol de Brasil Sub-23.

## Clubes
| Club                                | País         | Año       |
| ----------------------------------- | ------------ | --------- |
| Feyenoord de Róterdam               | Países Bajos | 2000-2005 |
| NAC Breda                           | Países Bajos | 2005-2006 |
| AFC Ajax                            | Países Bajos | 2006-2009 |
| NAC Breda                           | Países Bajos | 2009-2011 |
| Red Bull Salzburg                   | Austria      | 2011-2012 |
| NAC Breda                           | Países Bajos | 2011-2012 |
| Red Bull Salzburg                   | Austria      | 2012-2013 |
| Ferencváros                         | Hungría      | 2013-2014 |
| TSV 1860 Múnich                     | Alemania     | 2014      |
| Newcastle United Jets Football Club | Australia    | 2015-2016 |
| FC Eindhoven                        | Países Bajos | 2017-     |

## Palmarés
- 1 Copa de la UEFA: 2002.
- 1 Copa de los Países Bajos: 2007.
- 1 Supercopa de los Países Bajos: 2007.